# ロカ岬の海戦
ロカ岬の海戦（ロカみさきのかいせん、英語: Battle of Cap de la Roque）は、スペイン継承戦争中の1703年5月22日、レーマー・フラック大佐率いるオランダの護送船団とアラン・エマニュエル・デ・クエットロゴン率いるフランスの小艦隊の間の戦闘。

## 背景
スペイン継承戦争ではフランスとスペイン海軍が英蘭艦隊に対し大規模な海戦を挑んでは勝ち目がないと考え、私掠船方式に切り替えた。そのため、同盟軍は護送船団で商船を護衛する必要があった。

## 経過
1703年5月21日、塩を主な品物としつつワインや砂糖も積まれた英蘭商船隊110隻はリスボンから出発、イングランドへ向かった。護衛についたオランダ船は戦列艦3隻（スヘルメルSchermer、50門艦マイデルベルフMuiderberg、46門艦ハーステルラントGaesterland）とフリゲート2隻（34門艦ロッテルダムRotterdam、36門艦ローゼンダールRozendaal）で、指揮官はマイデルベルフに乗船していたレーマー・フラック大佐である。
翌日、船隊はロカ岬の近くでクエットロゴン率いる、大型艦5隻（88門艦ヴァンクールVainqueur、86-94門艦モナルクMonarque、64門艦エオルÉole、80門艦オグユーOrgueilleux、82門艦クーローヌCouronne）で構成されたフランス艦隊に遭遇した。
フラックは商船に逃げるよう知らせた後、オランダ艦隊の戦列を形成して商船を保護、フランス艦隊との戦闘に突入した。オランダ艦隊は格上のフランス艦隊に対し勇敢にも戦ったが、フランス艦隊が強すぎてオランダ船が次々と降伏した。
フラックが乗船したマイデルベルフは海員の半分が死傷するまで戦い続けた。フラック自身も片腕を失うほど重傷を負ったが、メインマストが壊れて船が沈没しはじめてようやく降伏した。生還者は船を脱出、マイデルベルフは燃やされて沈没した。

## 結果
フラックの犠牲のおかげで、商船隊は無事逃走した。そのため、大同盟側の損害は軽微となった。フラックは残りの船4隻とともにトゥーロンに連行されたが、戦闘で受けた傷が元で7月17日に死亡した。